# دوري كرة القدم الأمريكية 1962–63
دوري كرة القدم الأمريكية 1962–63 هو موسم من دوري كرة القدم الأمريكية ‏. فاز فيه Philadelphia Ukrainians ‏.